# Tolbert Lanston
Tolbert Lanston (3. februar 1844 – 18. februar 1913) var en amerikansk opfinder, født i Ohio. Han var manden bag Monotype-sættemaskinen, som var den første mekaniske indretning, der kunne støbe og sætte løse typer på linje (i modsætning til liniestøbemaskiner); dens fremkomst i 1897 skabte en revolution inden for trykkeindustrien.